# Шурховецкая, Варвара Ивановна
Варва́ра Ива́новна Шурхове́цкая (17 декабря 1913 — 25 мая 2017) — советская театральная актриса, участница Великой Отечественной войны в составе фронтовых актёрских бригад. На спектакли с её участием солдаты собирались порядка 3200 раз.
Ветеран сцены Ростовской области.

## Биография
Родилась 17 декабря 1913 года в Пятигорске. Отец Иван Петрович Шурховецкий — участник большевистской организации в Пятигорске, наборщик подпольной типографии, первый комиссар окружной милиции. В конце 1918 года, спасаясь от белогвардейцев, вместе с семьёй уехал в Баку, где также организовал подпольную типографию, позже вернулся в Пятигорск.
В 1931 году Варвара поступила в театральное училище при Ростовском театре драмы на курс режиссёра Михаила Ляшенко. Три года спустя в составе курса уехала в Ашхабад, где играла в Русском драматическом театре. Затем вернулась в Ростов и с 1934 по 1948 годы играла сначала в ТЮЗе, затем — в Театре Красной Армии СКВО.
Театр Красной Армии был организован 1 января 1934 года и выступал по военным гарнизонам и армейским лагерям. 14 февраля 1943 года он был приравнен к действующей армии. В театре вместе с Шурховецкой играл Виктор Некрасов, ушедший на фронт и впоследствии ставший писателем.
С 1948 по 1957 годы — актриса Ростовского театра комедии, затем служила в Ростовском академическом театре драмы имени М. Горького.
Проживала в Ростове-на-Дону.
Награды:
- Медали: За боевые заслуги, За победу над Германией, За доблестный труд во время Великой Отечественной войны.

### Семья
- Муж (вместе прожили 36 лет) — Яков Давыдович Габ (настоящая фамилия Габович; 1894, Белая Церковь — 1969, Ростов-на-Дону), главный режиссёр театра Красной Армии Северо-Кавказского военного округа, выпускник режиссёрского факультета Киевского театрального института[12].
- Сын — Александр Яковлевич Габ (1937—2002), актёр и режиссёр.

## Творчество

### Фильмография
- 1967 — Дай лапу, Друг! — кассирша в булочной

### Роли в театре
В Театре Красной Армии СКВО играла в спектаклях «Надежда Дурова», «Полководец Суворов», «Порт-Артур», «Под каштанами Праги». Среди ролей, сыгранных в Ростовском театре комедии и Ростовском театре драмы — пани Завальска («Сверчок»), Бабушка («Я, бабушка, Илико и Илларион»), Ковалёва («Убийцы и свидетели»), Гертруда («Гамлет»).